# Arthroleptis nimbaensis
Arthroleptis nimbaensis är en groddjursart som beskrevs av Angel 1950. Arthroleptis nimbaensis ingår i släktet Arthroleptis och familjen Arthroleptidae. IUCN kategoriserar arten globalt som otillräckligt studerad. Inga underarter finns listade i Catalogue of Life.